# Степанов, Владимир Георгиевич
Владимир Георгиевич Степанов — советский учёный-авиаконструктор.

## Биография
Родился в 1926 году. Член КПСС.
Окончил МАИ.
С 1949 года — инженер-конструктор предприятий авиационной промышленности.
В 1958—1964 гг. — ведущий конструктор, заместитель главного конструктора завода № 300.
В 1964—1983 гг. — главный конструктор и руководитель Тураевского МКБ «Союз» в Лыткарино.
В 1983—1987 гг. — генеральный конструктор НПП «Завод им. В. Я. Климова».
В 1988—1991 гг. — ведущий конструктор ОАО ТМКБ «Союз».
Лауреат Государственных премий СССР 1970 и 1981 года (неопубликованными Указами)
Делегат XXVI съезда КПСС.
Жил в Лыткарино.

## Награды
- Орден Ленина (1971)
- Орден Октябрьской Революции (1988)
- Орден Трудового Красного Знамени (1966)
- Орден Знак Почёта (1957)